# Rigoberto López Pérez
Pascual Rigoberto López Pérez (13 tháng 5 năm 1929 – 21 tháng 9 năm 1956) là một nhà thơ, nhà soạn nhạc và nhạc công người Nicaragua. Ông là người đã nổ súng bắn chết nhà độc tài của Nicaragua là Anastasio Somoza García. Ông được chính phủ Nicaragua phong làm Anh hùng dân tộc theo sắc lệnh số 825 ngày 21 tháng 9 năm 1981. Những thông điệp của ông là cảm hứng cho một số tác phẩm của một số nhóm nhạc ví dụ như Dead Prez.

## Thiếu thời
Pascual Rigoberto López Pérez sinh ngày 13 tháng 5 năm 1929 tại León, Nicaragua. Ông là con trai của Soledad López và Francisco Pérez. Lớn lên ông theo học tại Trường Chẩn tế Thánh Gioan của Thiên chúa (Hospicio de San Juan de Dios) và chịu sự dạy dỗ của người cha đỡ đầu là linh mục Agustín Hernández. Tại trường này ông học nghề may. Sau đó ông học tại Trường Thương mại Silviano Matamoros (Escuela de Comercio Silviano Matamoros) và theo học nghề biên tập và đánh máy chữ.
López là bạn trai của Amparo Zelaya Castro, người chị em của nhà báo Armando Zelaya, người lái xe chở López đến Casa del Obrero để López ám sát Somoza.

## Sự nghiệp âm nhạc
López xuất bản bài thơ đầu tiên của mình "Lời thú tội của người lính" (Confesión de un Soldado) vào năm 1946 lúc 17 tuổi. Năm 1948 ông cùng với 5 người bạn thành lập nhóm nhạc "Buenos Aires", trong đó ông làm nhạc công vĩ cầm - loại nhạc cụ và López vừa mới học cùng năm. López biên soạn âm nhạc, phần lớn là nhạc lãng mạn, ví dụ như các bài "Claridad" và "Si el vino me hace llorar", được nhóm Buenos Aires biểu diễn và phát sóng trên đài phát thanh Radio Colonial. Âm nhạc của Lopéz chịu nhiều ảnh hưởng của các văn nghệ sĩ như Beethoven, hay Rubén Darío - một nhà thơ Nicaraguan được tôn phong là "Cha đẻ của chủ nghĩa Hiện đại". Lopéz thường tham gia đồng sáng tác các tác phẩm được xuất bản như "El Cronista" và "El Centroamericano".

## Hoạt động chính trị
Mối quan hệ yêu đương với Zelaya Amparo Castro khiến López thường xuyên đến thủ đô Managua chơi, và ở đó ông dần dần tham gia vào các hoạt động chống lại nền độc tài của Anastasio Somoza Garcia. Tại đây ông tham gia Đảng Tự do Độc lập (Partido Liberal Independiente) - tổ chức chính trị hình thành bởi những người bất mãn với chính quyền độc tài của Somoza và Đảng Tự do Quốc gia (Partido Liberal Nacionalista) ủng hộ ông ta. Từ năm 1951 đến 1956 López sống ở nước ngoài, ông sang El Salvador để bắt liên lạc với những người cách mạng đang lập kế hoạch ám sát nhà độc tài Somoza nhân lúc ông ta đang tiến hành một chiến dịch vận động tranh cử sâu rộng cho mình. Tuy nhiên ông vẫn thường xuyên trở về Nicaragua để sắp xếp chuyện gia đình, chuyện cá nhân và cả chuyện tình cảm với Amparo, đồng thời nắm bắt tình hình chính trị trong nước. Trong thời gian này ông quen biết với các nhạc sĩ và nhà thơ từ nhiều nước khác, trong đó bao gồm nhà văn El Salvador là Juan Felipe Toruno.
Năm 1954, lực lượng Vệ binh quốc gia (Guardia Nacional) giết chết hai người bạn của López là Luis và Adolfo Báez Bone cùng với nhiều người khác khi một nhóm người tổ chức ám sát Somoza nhưng không thành. Rigoberto gặp mẹ của hai người này, bà Ruth Bone, và trở thành bạn thân của bà.

## Bắn chết nhà độc tài Somoza
| “                                                           | Mặc dù mẹ chưa bao giờ biết chuyện này, nhưng con lâu nay đã tham gia vào mọi hoạt động nhằm chống lại chế độ đầy tội lỗi này trên đất nước của chúng ta. Và căn cứ vào những nỗ lực bất thành trong việc khiến Nicaragua trở lại (hay lần đầu tiên) thành một đất nước tự do, không phải chịu sự xấu hổ và chỉ trích, con đã quyết định - mặc dù nhiều đồng đội đã phản đối - trở thành người đầu tiên khơi mào chi sự sụp đổ của chế độ bạo ngược này. Nếu Thượng đế muốn con chết trong nỗ lực này, con hoàn toàn sẽ không oán trách ai cả, tự vì mọi thứ đều là quyết định của con. | ” |
| — Thư Rigoberto López Pérez gửi mẹ ngày 4 tháng 9 năm 1956, | |   |

Rigoberto López cho rằng cách duy nhất để chấm dứt nền cai trị của Somoza đó là phải giết chết nhà độc tài này. Ông tính chọn ngày Quốc khánh 14 tháng 9 năm 1956 để ám sát Somoza tại Hacienda San Jacinto, nhưng hủy bỏ vì lo sợ sẽ làm ảnh hưởng đến tính mạng của nhiều người vô tội trong cuộc tuần hành của sinh viên ngày đó. Ngày khởi sự được dời lại vào ngày 21 tháng 9, lúc Somoza tới León để tiến hành tranh cử. Ngày 17 tháng 9 năm 1956, López đến thủ đô Managua và chuẩn bị kế hoạch hạ sát Somoza. Ông gửi thư thông báo với Manuel Díaz y Sotelo, người bạn thân có cùng tư tưởng, và ngày hôm sau đón tàu trở về quê nhà León. Ngày 21 tháng 9, trước khi thực hiện vụ ám sát, ông đến bên cạnh mẹ mình, đọc to bài thơ "Lời thú tội của người lính", rồi vận chiếc sơ mi trắng và quần xanh lên đường. Mẹ của ông sau này kể lại lý do ông mặc bộ đồ trắng-xanh như vậy là vì ông muốn chết khi mặc quần áo mang màu cờ tổ quốc Nicaragua.
López được nhà báo Armando Zelaya, người anh em của bạn gái mình, chở đến Casa del Obrero, nơi nhà độc tài Somoza đang dự một bữa tiệc. Ông rút khẩu súng lục Smith and Wesson cỡ 0,38 rồi nã 5 phát đạn vào ngực Somoza, 4 trong 5 phát đó dính trúng người nhà độc tài, khiến ông tạ bị thương nặng phải chở một đến bệnh viện quân sự Hoa Kỳ ở Vùng Kênh đào Panama rồi chết tại đó vào ngày 29 tháng 9. López cũng nhận phải một tràng đạn từ những cận vệ của Somoza và chết ngay tại chỗ.
Chính quyền nhà Somoza phản ứng ngay. Mẹ của Rigoberto, cùng những anh chị em của ông là Salvador và Margarita, bạn gái Amparo Zelaya và một người bạn khác là María Lourdes đều bị bắt giam, tra tấn và cầm tù tại khu phức hợp nhà ngục La Aviación (nay là khu phức hợp Ajax Delgado). Trong sách La saga de los Somoza xuất bản năm 2000 của Trung uý Agustín Torres Lazo, công tố viên của phiên tòa của Hội đồng chiến tranh đã kết án tù 16 người trong vụ án đó, thì thi thể của Rigoberto López Pérez được đưa về thủ đô và chôn trong khuôn viên trường Đại học Rubén Darío (nay là Đại học Tự trị Quốc gia Nicaragua Thống nhất - Managua) để nấm mồ của ông không trở thành địa điểm "linh thiêng" cho phe đối lập tụ tập. Chính phủ Somoza cũng mở một chiến dịch bôi xấu López, cáo buộc ông đã say rượu khi tiến hành ám sát.

## Ảnh hưởng và vinh danh
Theo đại tá về hưu Lenin Suarez, hành động của Rigoberto López Pérez được cho là đã gây ảnh hưởng lớn đến và củng cố ý chí chiến đấu những người đấu tranh lật đổ chế độ Somoza.
Ở Ý, trong thập niên 1970, Marcello De Angelis đã viết bài hát "Nhà thơ" (Il poeta) để ca ngợi López.
Khi cuộc khởi nghĩa của Mặt trận giải phóng dân tộc Sandino (Frente Sandinista de Liberación Nacional - FSLN) nổ ra và lan rộng khắp đất nước, một trong những trung tâm chỉ huy của Mặt trận được đặt tên là "Rigoberto López Pérez". Tuy nhiên trung tâm chỉ huy này đã bị tiêu diệt vào tháng 4 năm 1979 trong một cuộc càn quét đẫm máu của quân chính phủ, các thành viên Oscar Perez Cassar, Roger Deshon, Araceli Perez Darias, Idania Fernandez, Carlos Manuel Jarquin and Edgard Lang Sacasa đều hi sinh. Có điều hành động của quân chính phủ càng khiến người dân bất mãn và đẩy mạnh sự sụp đổ của chính quyền Somoza.
Vào tháng 7, cuộc cách mạng Sandinista thành công, và sân vận động quốc gia Nicaragua tại thủ đô Managua được đặt tên là sân vận động Lopéz. Tuy nhiên vào ngày 20 tháng 11 năm 1998, nhân kỷ niệm 50 năm thành lập sân, tổng thống Arnoldo Alemán ký sắc lệnh đổi tên sân thành Sân vận động Quốc gia Dennis Martínez (Estadio Nacional Dennis Martínez) theo tên của một vận động viên nổi tiếng của Nicaragua.
Vào ngày 21 tháng 9 năm 2006, một đài tưởng niệm được xây dựng Managua, tại bùng binh Rigoberto López Pérez nhằm vinh danh nhà thơ này, nhân kỷ niệm 50 năm ngày mất của ông.